# Анцибор Марина Миколаївна
Марина Миколаївна Анцибор (нар. 10 жовтня 1987, Конотоп, Сумська область) — українська лижниця, майстер спорту.

## Загальна інформація

### Освіта
Студентка Політехнічного інституту.

### Тренери
Перший тренер — Олександр Радевич

Теперішній тренер — В'ячеслав Яржинський

### Спортивні дані
Зріст — 160 см

Вага — 52 кг

### Досягнення
- ЧС-2007 серед юніорів та U-23 — 8-е місце (5 км) і 14-е (спринт).
- ЧС-2008 серед юніорів — 7-е місце (10 км), 9-е місце (15 км).
- ЧС-2007 — 12-е місце (естафета).
- ЧС-2009 — 12-е місце (естафета).
- Етап КС-2008 — 19-е місце.
- КС-2009 серед юніорів — 34-е місце.
- ЧУ-2009 — 2-е місце (F 30 км, спринт), 3-є місце (естафета, C 10 км), 1-е місце (дуатлон).
- КУ-2008 — 1-е місце (F 20 км), 3-є місце (C 5 км), 2-е місце (спринт).
- Всесвітня зимова універсіада-2007 — 9-е місце (F 5 км).